# Ukształtowanie powierzchni Rei

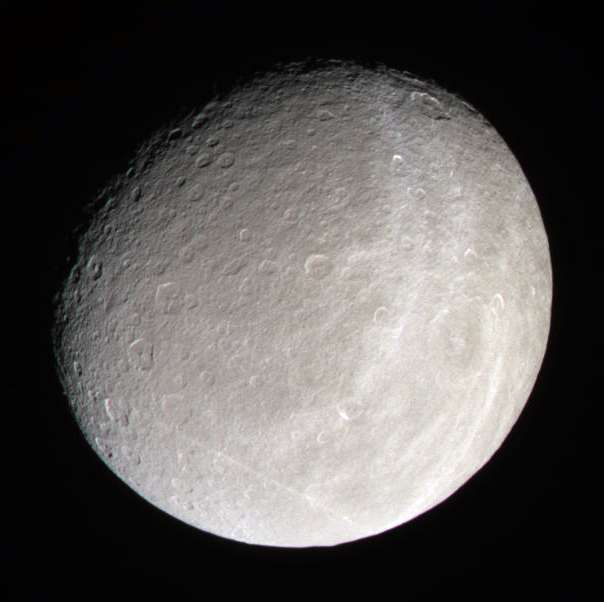
Rea – zdjęcie wykonane przez sondę Cassini

Na powierzchni Rei, drugiego co do wielkości księżyca Saturna można wyróżnić następujące formacje geologiczne:
- Catena (łac. łańcuch kraterów)
- Chasma (łac. kanion)
- Fossa (łac. rów, wąskie zagłębienie)
- Kratery
- Linea (łac. linia)

Poniżej znajdują się spisy wymieniające poszczególne formy geologiczne, należące do każdej z kategorii.

## Catena
Nazwy Catena pochodzą od mitologicznych miejsc.
| Catena           | Pochodzenie nazwy                              |
| ---------------- | ---------------------------------------------- |
| Koykamou Catena  | Koykamou, góra w mitologii Nganasan            |
| Mouru Catena     | Merw, święta ziemia w mitologii perskiej       |
| Onokoro Catenae  | Onokoro, mityczna wyspa w mitologii japońskiej |
| Puchou Catenae   | Pu Chou, olbrzymia góra w mitologii chińskiej  |
| Thebeksan Catena | Thebeksan, święta góra w mitologii koreańskiej |
| Wungaran Catenae | Wungaran, ukryte miejsce, Kakadu, Australia    |

## Chasma
Nazwy chasma pochodzą od miejsc występujących w mitologiach świata.
| Chasma             | Pochodzenie nazwy                                                                                    |
| ------------------ | --- |
| Avaiki Chasmata    | Avaiki, świat podziemny w mitologii mieszkańców Wysp Cooka                                           |
| Galunlati Chasmata | Gälûñ'lätï, niebańska ziemia w mitologii Czirokezów                                                  |
| Pulag Chasma       | Pulag, ukryta góra w mitologii Igorotów                                                              |
| Vaupas Chasma      | Vaupas, mityczna rzeka u Indian Cuebo, Kolumbia                                                      |
| Yamsi Chasmata     | Yamsi, wigwam północnego waitru gdzie spał bóg Kemush podczas stworzenia świata w mitologii Klamatów |

## Fossa
Nazwy fossa pochodzą od miejsc z mitologii perskiej.
| Fossa            | Pochodzenie nazwy                                                                                       |
| ---------------- | --- |
| Harahvaiti Fossa | Harahvaiti, piękna kraina stworzona przez perskiego boga Ahura Mazda; współcześnie Kandahar, Afganistan |
| Parun Fossa      | Parun, Nuristan (Afganistan), gdzie Disani, bogini matka urodziła Bagishta, stwórcę ludzi               |

## Kratery
Nazwy kraterów pochodzą od postaci występujących w mitologiach kultur pozaeuropejskich.
| Krater      | Koordynaty                              | Pochodzenie nazwy                                          |
| ----------- | --------------------------------------- | ---------------------------------------------------------- |
| Aananin     | ⌘ 34,9°N 339,9°W/34,900000 -339,900000  | Aananin (mitologia koreańska)                              |
| Abassi      | ⌘ 21,3°S 146,5°W/-21,300000 -146,500000 | Abassi (mitologia Efików)                                  |
| Adjua       | ⌘ 40,2°N 118,9°W/40,200000 -118,900000  | Adjua (Ulczowie, Syberia)                                  |
| Agunua      | ⌘ 63,3°N 66,2°W/63,300000 -66,200000    | Agunua (Wyspy Salomona)                                    |
| Ambat       | ⌘ 76,4°S 301,7°W/-76,400000 -301,700000 | Ambat (mitologia Malekula, Nowe Hebrydy)                   |
| Ameta       | ⌘ 53,3°N 21,9°W/53,300000 -21,900000    | Ameta (Seram, Indonezja)                                   |
| Amma        | ⌘ 26,4°S 282,7°W/-26,400000 -282,700000 | Amma (Dogonowie, Mali)                                     |
| Amotken     | ⌘ 0,7°N 202,7°W/0,700000 -202,700000    | Amotken (Saliszowie Nadmorscy)                             |
| Anansi      | ⌘ 63,0°S 213,6°W/-63,000000 -213,600000 | Anansi (Aszanti, Ghana)                                    |
| Anguta      | ⌘ 25,7°N 190,0°W/25,700000 -190,000000  | Anguta (mitologia Inuitów)                                 |
| Arunaka     | ⌘ 15,3°S 22,1°W/-15,300000 -22,100000   | Arunaka (mitologia inkaska)                                |
| Atabei      | ⌘ 16,0°N 250,7°W/16,000000 -250,700000  | Atabei (Tainowie, Portoryko)                               |
| Atum        | ⌘ 47,1°S 1,1°W/-47,100000 -1,100000     | Atum (mitologia egipska)                                   |
| Awonawilona | ⌘ 37,3°S 150,3°W/-37,300000 -150,300000 | Awonawilona (mitologia Zuni)                               |
| Bulagat     | ⌘ 38,2°S 15,2°W/-38,200000 -15,200000   | Bulagat (Buriaci, Syberia)                                 |
| Bumba       | ⌘ 63,1°N 50,4°W/63,100000 -50,400000    | Bumba (Bushongo, plemię zamieszkujące okolice rzeki Kongo) |
| Burkhan     | ⌘ 66,8°N 310,6°W/66,800000 -310,600000  | Burchan (Buriaci, Syberia)                                 |
| Chingaso    | ⌘ 17,1°S 106,0°W/-17,100000 -106,000000 | Chingaso (Jiwaro)                                          |
| Con         | ⌘ 25,8°S 12,7°W/-25,800000 -12,700000   | Kon (mitologia inkaska)                                    |
| Dangun      | ⌘ 7,2°N 208,0°W/7,200000 -208,000000    | Tangun (legendy koreańskie)                                |
| Djuli       | ⌘ 31,2°S 46,7°W/-31,200000 -46,700000   | Djuli (Neghidahan, lud zamieszkujący Ukrainę)              |
| Dohitt      | ⌘ 18,0°S 74,1°W/-18,000000 -74,100000   | Dohitt (Mosetene, lud zamieszkujący północną Boliwię)      |
| Dotet       | ⌘ 45,9°S 204,7°W/-45,900000 -204,700000 | Dotet (Ketowie, Centralna Syberia)                         |
| Ehecatl     | ⌘ 54,7°S 175,6°W/-54,700000 -175,600000 | Ehecatl (mitologia Azteków)                                |
| Ellyay      | ⌘ 71,4°N 91,8°W/71,400000 -91,800000    | Ellyay (Jakuci, Syberia)                                   |
| Enkai       | ⌘ 38,0°N 246,3°W/38,000000 -246,300000  | Enkai (Masajowie)                                          |
| Faro        | ⌘ 45,3°N 114,0°W/45,300000 -114,000000  | Faro (Mande, grupa ludów z Afryki Zachodniej)              |
| Fatu        | ⌘ 7,7°N 176,1°W/7,700000 -176,100000    | Fatu (mitologia samoańska)                                 |
| Fuxi        | ⌘ 5,5°S 124,2°W/-5,500000 -124,200000   | Fuxi (mitologia chińska)                                   |
| Gborogboro  | ⌘ 12,7°S 162,2°W/-12,700000 -162,200000 | Gborogboro (mitologia Lugbara)                             |
| Glooskap    | ⌘ 35,0°S 57,2°W/-35,000000 -57,200000   | Glooskap (Algonkinowie)                                    |
| Gmerti      | ⌘ 52,0°S 192,6°W/-52,000000 -192,600000 | Gmerti (mitologia gruzińska)                               |
| Gucumatz    | ⌘ 37,0°N 175,8°W/37,000000 -175,800000  | Gukumatz (mitologia Majów)                                 |
| Haik        | ⌘ 36,6°S 29,3°W/-36,600000 -29,300000   | Haik (mitologia ormiańska)                                 |
| Haoso       | ⌘ 8,3°N 12,5°W/8,300000 -12,500000      | Haoso (Mandżuria)                                          |
| Heller      | ⌘ 10,1°N 315,1°W/10,100000 -315,100000  | Heller (Auracanin, Ameryka Południowa i Środkowa)          |
| Huracan     | ⌘ 53,2°N 188,5°W/53,200000 -188,500000  | Huracan (Kicze, Gwatemala)                                 |
| Imberombera | ⌘ 33,3°S 216,7°W/-33,300000 -216,700000 | Imberombera (Kakadowie, północna Australia)                |
| Imra        | ⌘ 19,0°N 134,2°W/19,000000 -134,200000  | Imra (Nuristańczycy)                                       |
| Inktomi     | ⌘ 14,1°S 112,1°W/-14,100000 -112,100000 | Iktomi (Dakotowie)                                         |
| Inmar       | ⌘ 2,3°S 301,6°W/-2,300000 -301,600000   | Inmar (Udmurci)                                            |
| Iraca       | ⌘ 39,4°N 112,1°W/39,400000 -112,100000  | Iraca (mitologia inkaska)                                  |
| Itciai      | ⌘ 19,0°N 134,2°W/19,000000 -134,200000  | Itciai (Yaruro, Wenezuela)                                 |
| Izanagi     | ⌘ 49,4°S 310,2°W/-49,400000 -310,200000 | Izanagi (mitologia japońska)                               |
| Izanami     | ⌘ 46,3°S 313,4°W/-46,300000 -313,400000 | Izanami (mitologia japońska)                               |
| Jumo        | ⌘ 52,8°N 66,5°W/52,800000 -66,500000    | Jumo (Maryjczycy)                                          |
| Juok        | ⌘ 37,6°N 155,0°W/37,600000 -155,000000  | Juok (Szyllukowie, południowy Sudan)                       |
| Kanobo      | ⌘ 63,8°S 37,4°W/-63,800000 -37,400000   | Kanobo (Warao, Wenezuela)                                  |
| Karora      | ⌘ 5,9°N 20,1°W/5,900000 -20,100000      | Karora (Arandowie, Australia)                              |
| Karusakaibo | ⌘ 14,2°S 220,7°W/-14,200000 -220,700000 | Karusakaibo (Munduruku, północna Brazylia)                 |
| Khado       | ⌘ 41,6°N 359,1°W/41,600000 -359,100000  | Khado (Nganasanie, Syberia)                                |
| Khutsau     | ⌘ 44,5°N 206,9°W/44,500000 -206,900000  | Khutsau (Osetyjczycy)                                      |
| Kiho        | ⌘ 11,1°S 358,7°W/-11,100000 -358,700000 | Kiho (Polinezja)                                           |
| Kuksu       | ⌘ 25,3°N 288,7°W/25,300000 -288,700000  | Kuksu (Pomo, północna Kalifornia)                          |
| Kuma        | ⌘ 10,0°N 277,2°W/10,000000 -277,200000  | Kuma (Yaruro, Wenezuela)                                   |
| Kumpara     | ⌘ 9,6°N 327,1°W/9,600000 -327,100000    | Kumpara (Jiwaro, Ekwador)                                  |
| Kurkyl      | ⌘ 39,9°S 113,7°W/-39,900000 -113,700000 | Kurkyl (Czukcze)                                           |
| Leza        | ⌘ 21,8°S 309,2°W/-21,800000 -309,200000 | Leza (Tonga)                                               |
| Ligoupup    | 14,5 S 46,2 W                           | Ligoupup (Mikronezja)                                      |
| Lowa        | ⌘ 40,9°N 16,6°W/40,900000 -16,600000    | Lowa (Wyspy Marshalla)                                     |
| Lowalangi   | ⌘ 36,5°S 250,0°W/-36,500000 -250,000000 | Lowalangi (wyspa Nias, Indonezja)                          |
| Luli        | ⌘ 46,5°N 243,1°W/46,500000 -243,100000  | Luli (Mansowie, Syberia)                                   |
| Lumawig     | ⌘ 58,0°N 136,5°W/58,000000 -136,500000  | Lumawig (Igorot, Filipiny)                                 |
| Madumda     | ⌘ 36,9°S 64,8°W/-36,900000 -64,800000   | Madumda (Pomo, północna Kalifornia)                        |
| Maheo       | ⌘ 31,6°N 281,7°W/31,600000 -281,700000  | Maheo (Szejeni)                                            |
| Malunga     | ⌘ 65,1°N 56,2°W/65,100000 -56,200000    | Malunga (Bantu)                                            |
| Mamaldi     | ⌘ 14°N 184°W/14,000000 -184,000000      | Mamaldi (Nanajowie)                                        |
| Manoid      | ⌘ 29,5°N 8,5°W/29,500000 -8,500000      | Manoid (Negrito, Półwysep Malajski)                        |
| Mbir        | ⌘ 46,6°N 311,9°W/46,600000 -311,900000  | Mbir (Guarani)                                             |
| Melo        | ⌘ 53,2°S 7,1°W/-53,200000 -7,100000     | Melo (Minyong, Indie)                                      |
| Mubai       | ⌘ 55,8°N 20,2°W/55,800000 -20,200000    | Mubai (Buddyzm tybetański)                                 |
| Mumbi       | ⌘ 1,9°S 131,2°W/-1,900000 -131,200000   | Mumbi (mitologia Kikuju, Kenia)                            |
| Nainema     | ⌘ 25,5°N 346,4°W/25,500000 -346,400000  | Nainema (Uitoto, basen Amazonki)                           |
| Napi        | ⌘ 26,9°N 174,8°W/26,900000 -174,800000  | Napi (Blackfeet)                                           |
| Nareau      | ⌘ 24,9°S 241,9°W/-24,900000 -241,900000 | Nareau (Wyspy Gilberta, Mikronezja)                        |
| Ndu         | ⌘ 22,4°S 291,3°W/-22,400000 -291,300000 | Ndu (Mon-Khmer)                                            |
| Nishanu     | ⌘ 9,0°S 129,0°W/-9,000000 -129,000000   | Nishanu (Arikara)                                          |
| Nishke      | ⌘ 3,8°N 49,0°W/3,800000 -49,000000      | Nishke (Mordwini)                                          |
| Num         | ⌘ 24,0°N 92,7°W/24,000000 -92,700000    | Num (Samojedzi)                                            |
| Nzame       | ⌘ 9,0°N 24,9°W/9,000000 -24,900000      | Nzame (Fangowie)                                           |
| Obatala     | ⌘ 1,1°S 269,7°W/-1,100000 -269,700000   | Obatala (mitologia Joruba)                                 |
| Olorun      | ⌘ 24,7°N 155,4°W/24,700000 -155,400000  | Olorun (mitologia Joruba)                                  |
| Ormazd      | ⌘ 52,5°N 58,5°W/52,500000 -58,500000    | Ormuzd (Zaratusztrianizm)                                  |
| Pachacamac  | ⌘ 23,4°S 83,7°W/-23,400000 -83,700000   | Pachacámac (mitologia inkaska)                             |
| Pan Ku      | ⌘ 65,7°N 107,7°W/65,700000 -107,700000  | Pan Ku (Hmong)                                             |
| Pedn        | ⌘ 46,0°N 351,7°W/46,000000 -351,700000  | Pedn (Negrito, Półwysep Malajski)                          |
| Pokoh       | ⌘ 71,7°S 326,4°W/-71,700000 -326,400000 | Pokoh (Pallawonaps)                                        |
| Pouliuli    | ⌘ 16,9°S 284,4°W/-16,900000 -284,400000 | Pouliuli (mitologia hawajska)                              |
| Powehiwehi  | ⌘ 8,2°S 280,4°W/-8,200000 -280,400000   | Powehiwehi (mitologia hawajska)                            |
| Puntan      | ⌘ 33,9°N 292,4°W/33,900000 -292,400000  | Puntan (Czamorro, Guam)                                    |
| Purusa      | ⌘ 21,2°S 167,8°W/-21,200000 -167,800000 | Purusza (Hinduizm)                                         |
| Qat         | ⌘ 23,8°S 351,6°W/-23,800000 -351,600000 | Qat (Nowe Hebrydy)                                         |
| Quwai       | ⌘ 19,6°N 66,0°W/19,600000 -66,000000    | Quwai (Cuebo, Kolumbia)                                    |
| Samni       | ⌘ 47,7°S 90,7°W/-47,700000 -90,700000   | Samni (Kachins, Birma)                                     |
| Seveki      | ⌘ 12,9°N 164,7°W/12,900000 -164,700000  | Seveki (Ewenkowie)                                         |
| Shedi       | ⌘ 53,5°S 346,8°W/-53,500000 -346,800000 | Shedi (Minyong, Indie)                                     |
| Sholmo      | ⌘ 12,0°N 346,4°W/12,000000 -346,400000  | Sholmo (Buriaci, Syberia)                                  |
| Shuzanghu   | ⌘ 74,9°S 10,3°W/-74,900000 -10,300000   | Shuzanghu (Dhammai, Indie)                                 |
| Singbonga   | ⌘ 54,8°S 146,9°W/-54,800000 -146,900000 | Singbonga (Birhor, Indie)                                  |
| Taaroa      | ⌘ 16,5°N 95,5°W/16,500000 -95,500000    | Ta'aroa (Polinezja)                                        |
| Talapas     | ⌘ 16,7°S 341,8°W/-16,700000 -341,800000 | Talapas (Chinook, Ameryka Północna)                        |
| Tane        | ⌘ 12,5°S 57,4°W/-12,500000 -57,400000   | Tāne (Maorysi)                                             |
| Tasheting   | ⌘ 59,0°S 55,5°W/-59,000000 -55,500000   | Tasheting (Lepczowie, Nepal)                               |
| Tawa        | ⌘ 17,9°N 175,2°W/17,900000 -175,200000  | Tawa (Hopi)                                                |
| Thunupa     | ⌘ 45,6°N 21,3°W/45,600000 -21,300000    | Thunpa (mitologia inkaska)                                 |
| Tika        | ⌘ 25,1°N 84,1°W/25,100000 -84,100000    | Tika (Abchazja)                                            |
| Tirawa      | ⌘ 34,2°N 151,7°W/34,200000 -151,700000  | Tirawa (Paunisi)                                           |
| Tore        | ⌘ 0,0°N 335,6°W/0,000000 -335,600000    | Tore (Pigmeje, lud afrykański)                             |
| Torom       | ⌘ 68,1°S 343,5°W/-68,100000 -343,500000 | Torom (Ostiakowie, Syberia)                                |
| Tsuki-Yomi  | ⌘ 35,0°N 43,8°W/35,000000 -43,800000    | Tsukuyomi-no-Mikoto (Japonia)                              |
| Tulpar      | ⌘ 56,1°N 158,6°W/56,100000 -158,600000  | Tulpar (Kazachstan)                                        |
| Tuwale      | ⌘ 78,0°S 242,4°W/-78,000000 -242,400000 | Tuwale (Ceram)                                             |
| Uku         | ⌘ 78,7°N 95,5°W/78,700000 -95,500000    | Uku (Estonia)                                              |
| Utleygon    | ⌘ 20,1°S 194,9°W/-20,100000 -194,900000 | Utleygon (Itelmeni, Kamczatka)                             |
| Vatea       | ⌘ 16,0°N 150,4°W/16,000000 -150,400000  | Vatea (Wyspy Cooka, Polinezja)                             |
| Wak         | ⌘ 29,6°N 194,3°W/29,600000 -194,300000  | Wak (Etiopia)                                              |
| Wakonda     | ⌘ 48,6°N 269,7°W/48,600000 -269,700000  | Wakonda (Dakotowie)                                        |
| Wende       | ⌘ 56,3°S 226,4°W/-56,300000 -226,400000 | Wende (Mossi)                                              |
| Whanin      | ⌘ 66,9°N 115,0°W/66,900000 -115,000000  | Hwanin (mitologia koreańska)                               |
| Woyengi     | ⌘ 13,7°N 294,5°W/13,700000 -294,500000  | Woyengi (Ijaw)                                             |
| Wulbari     | ⌘ 67,0°N 88,9°W/67,000000 -88,900000    | Wulbari (Krachi)                                           |
| Wuraka      | ⌘ 25,1°N 4,0°W/25,100000 -4,000000      | Wuraka (Kakadowie, północna Australia)                     |
| Xamba       | ⌘ 2,1°N 349,7°W/2,100000 -349,700000    | Xamba (Buszmeni)                                           |
| Xowalaci    | ⌘ 2,4°N 56,3°W/2,400000 -56,300000      | Xowalaci (Joshua, Ameryka Północna)                        |
| Xu          | ⌘ 55,0°N 71,9°W/55,000000 -71,900000    | !Xu (Buszmeni)                                             |
| Yehl        | ⌘ 38,0°N 322,4°W/38,000000 -322,400000  | Yehl (Tlingit, Ameryka Północna)                           |
| Yu-Ti       | ⌘ 50,1°N 81,5°W/50,100000 -81,500000    | Yu Di (Nefrytowy Cesarz, mitologia chińska)                |
| Zicum       | ⌘ 50,9°S 111,2°W/-50,900000 -111,200000 | Zicum (wierzenia Babilończyków)                            |

## Linea
| Linea           | Pochodzenie nazwy                                                     |
| --------------- | --------------------------------------------------------------------- |
| Kirinyaga Linea | Kirinyaga (mitologia Kikuju, Kenia)                                   |
| Kunlun Linea    | Kunlun, góra w chińskiej mitologii, gdzie zamieszkiwali nieśmiertelni |